# Aspilota storeyi
Aspilota storeyi är en stekelart som beskrevs av Robert A.Wharton 2002. Aspilota storeyi ingår i släktet Aspilota och familjen bracksteklar. Inga underarter finns listade.